# داوید بوئسو
داوید بوئسو (اسپانیایی: David Bueso‎؛ زادهٔ ۵ مهٔ ۱۹۵۵) بازیکن فوتبال اهل هندوراس بود.
وی همچنین در تیم ملی فوتبال هندوراس بازی کرده‌است.